# Alció de Guam
L'alció de Guam (Todiramphus cinnamominus) és una espècie d'ocell de la família dels alcedínids (Alcedinidae) que habita manglars i boscos de Palau, illes Carolines i Marianes.